# Lipsonia
Lipsonia es un género de foraminífero planctónico de la Familia Heterohelicidae, de la Superfamilia Heterohelicoidea, del Suborden Globigerinina y del Orden Globigerinida. Su especie-tipo es Lipsonia lipsonae. Su rango cronoestratigráfico abarca el Maastrichtiense superior (Cretácico superior).

## Descripción
Lipsonia incluía especies con conchas flabeliformes, inicialmente biseriadas y finalmente multiseriadas, con proliferación de cámaras sobre un plano; sus cámaras eran discoidales, lateralmente planas y  frontalmentes subcirculares a semicirculares; sus suturas intercamerales eran curvas y elevadas; su contorno ecuatorial era subtriangular en abanico, y lobulada; su periferia era truncada, pero los rebordes de las últimas cámaras formaban una doble cresta periférica continua; presentaban aberturas múltiples, una en cada cámara del estadio multiseriado, todas ellas interiomarginales, laterales, y con forma circular o elíptica; presentaban pared calcítica hialina, macroperforada en las cámaras iniciales y microperforada a finamente perforada en las finales, y superficie rugosa en las cámaras iniciales y punteada a lisa en las finales.

## Discusión
El género Lipsonia no ha tenido mucha difusión entre los especialistas. Clasificaciones posteriores incluirían Lipsonia en el Orden Heterohelicida.

## Clasificación
Lipsonia incluye a la siguiente especie:
- Lipsonia lipsonae †